# フダケリ
フダケリはNHK Eテレのテレビ番組『大!天才てれびくん』のスポーツゲームコーナーの略称。

## 概要
『大!天才てれびくん』で3年間にわたって放送されたスポーツゲームコーナーのシリーズ。
2011年度は「札式蹴り野球」としてキックベースボールを基本としたゲームを展開。1学期は屋外の野球場で試合をしていたが、2学期より屋内の体育館での試合形式に変更された。
2012年度からはサッカーおよびフットサルを基本としたゲームにリニューアルされ、野球の要素は「攻守交互制」のみとなった。

## 札付きワルズ

### 監督
古坂大魔王
- 演 - 古坂大魔王

てれび戦士の不在時は選手兼監督として参加する。

### 大人選手
ワルドーナ / ワルドーナZ
- 演 - 加藤謙太郎
- カラー：青

悪正 / 悪正Z
- 演 - 正岡久義
- カラー
  - 2011年度：黄    
  - 2013年度：緑

ダーシマ
- 演 - 島田秀平
- カラー：赤

2012年度 入団テスト合格者
オガタ
- 演 - 尾形貴弘
- カラー：黄

2012年度 入団テスト合格者

### てれび戦士
岡田悪結実
- 演 - 岡田結実

ファデン邪美亜
- 演 - ファデン咲美亜

魔昌暉
- 演 - 矢部昌暉

危奈
- 演 - 木島杏奈

メンチ勝
- 演 - 勝隆一

寺田悪里 / 悪里
- 演 - 寺田朱里

鎮西ずる歌 / ずる歌
- 演 - 鎮西寿々歌

邪魔田太一 / 邪魔田Z / 邪魔田2
- 演 - 島田太一

ハガレルメッキ
- 演 - 金子隼也

ワリイナ
- 演 - 長谷川ニイナ

竹チャラ
- 演 - 竹原司

結実が独尊
- 演 - 岡田結実

オシャベリー
- 演 - ソーズビー航洋

これでいい野田
- 演 - 野田真哉

## 札式蹴り野球
2011年度の水曜日に放送された9分枠のコーナー。実況は辻よしなり。ナレーションは渡辺智美。
キックベースボールとカードゲームを組み合わせたゲーム。各チーム3人ずつ+ゲスト監督1人を加えた4人での対戦。略して「フダケリ」ということが多い。

### 2011年度1学期
ルール
三角ベースで本塁に置かれたボールを蹴る方式。ランナーはランナーマークで代用される（野球盤に近い）。
ピッチャーマウンド（実際には使用しない）の後方がヒットエリア、その後方（ファウルエリアを除く）が2ベースエリア。さらに後方がホームランエリアとなっている。
守備は大人3人が担当、移動できるのはホームランエリア外のみ。蹴ったボールがノーバウンドでヒット・2ベースエリアに到達し、守備が1塁ベースを踏む前に到達すればヒット・2ベース、ホームランエリアに届けばホームラン。最初の着地地点がアウトエリア（通常の野球エリア-ヒットエリア）だった場合・守備にノーバウンドでキャッチされた場合、キャッチしたボールをランナーが1塁到達前に守備が踏んだ場合はアウト。3アウトでチェンジ。3イニング制（延長は最大5イニングまで）で行う。
カード
各チーム好きな時にタイムを取ることができる。タイムを取った場合はカードを双方とも最大2枚までのカードを出すことができる。カードは8枚あり、1度使ったカードは使用できない。
なお、延長戦の場合は使用したカードがリセットされる。
- 得点3倍

この打席で獲得できる得点が3倍になる（1人生還で3点、満塁ホームランなら9点）。
- 助っ人（2枚）

ゲスト（運動が得意なタレント、または元スポーツ選手）と監督のカードのどちらかを引き、引いた方の助っ人が代わりに打席に立ってくれる。
- ボール変更

ラグビーボール（蹴りにくいが大きく飛ぶ可能性も）かビーチボール（飛びにくい）のどちらかをカードで選択し、選んだボールを蹴らせる。
- 6人守備

通常の大人3人に加えチームメンバー3人も加えた守備を行う。
- ヒットゾーン拡大

アウトゾーンもヒットゾーンとして認定（ファウルゾーン以外は全てヒット）される。
- コート半分

ヒットゾーンが右半分に減らされる。
- ベースバック

1塁ベースが通常より10m遠くなる。
放送日程
| 放送日                  | チーム / 結果          | チーム / 結果          | ゲスト                           | 脚注        |
| ----------------------- | ---------------------- | ---------------------- | -------------------------------- | ----------- |
| 2011年 04月13日04月20日 | 佐藤チーム [注 1]      | 佐藤チーム [注 1]      | 監督人 パンクブーブー 佐藤哲夫   | [* 1] [* 2] |
| 2011年 04月13日04月20日 | 黒瀬チーム [注 2]      | 黒瀬チーム [注 2]      | 監督人 パンクブーブー 黒瀬純     | [* 1] [* 2] |
| 2011年 04月13日04月20日 | 5回制 延長6回          | 00 - 01                | 助っ人 北澤豪                    | [* 1] [* 2] |
| 04月27日05月04日        | 東松山エンペラーズ     | 東松山エンペラーズ     | 監督人 クールポコ。 師匠         | [* 3] [* 4] |
| 04月27日05月04日        | 練馬キングス           | 練馬キングス           | 監督人 クールポコ。 せんちゃん   | [* 3] [* 4] |
| 04月27日05月04日        | 5回制                  | 15 - 13                | 助っ人 北澤豪                    | [* 3] [* 4] |
| 05月18日                | 多摩レッドガールズ     | 多摩レッドガールズ     | 監督人 片岡安祐美                | [* 5]       |
| 05月18日                | 内郷ライオンズ         | 内郷ライオンズ         | 監督人 パンチ佐藤                | [* 5]       |
| 05月18日                | 3回制                  | 09 - 10                | 助っ人 ビックスモールン チロ     | [* 5]       |
| 05月25日                | 東久留米チャンプ       | 東久留米チャンプ       | 監督人 パンチ佐藤                | [* 6]       |
| 05月25日                | 川口パワフルズ         | 川口パワフルズ         | 監督人 片岡安祐美                | [* 6]       |
| 05月25日                | 3回制                  | 08 - 07                | 助っ人 KICK☆                     | [* 6]       |
| 06月01日                | 浦和スターストーム     | 浦和スターストーム     | 監督人 どきどきキャンプ 岸学     | [* 7]       |
| 06月01日                | 青梅ボーイズ           | 青梅ボーイズ           | 監督人 どきどきキャンプ 佐藤満春 | [* 7]       |
| 06月01日                | 3回制                  | 08 - 10                | 助っ人 高橋みゆき                | [* 7]       |
| 06月08日                | さいたまスマイリーズ   | さいたまスマイリーズ   | 監督人 どきどきキャンプ 岸学     | [* 8]       |
| 06月08日                | 朝霞チームドラゴン     | 朝霞チームドラゴン     | 監督人 どきどきキャンプ 佐藤満春 | [* 8]       |
| 06月08日                | 3回制                  | 01 - 04                | 助っ人 高橋みゆき                | [* 8]       |
| 06月22日                | 相模原サッカーガールズ | 相模原サッカーガールズ | 監督人 原口あきまさ              | [* 9]       |
| 06月22日                | 富士山ファイターズ     | 富士山ファイターズ     | 監督人 はなわ                    | [* 9]       |
| 06月22日                | 3回制                  | 01 - 00                | 助っ人 北澤豪                    | [* 9]       |
| 06月29日                | 羽村ガールズ           | 羽村ガールズ           | 監督人 原口あきまさ              | [* 10]      |
| 06月29日                | 我孫子ライナーズ       | 我孫子ライナーズ       | 監督人 はなわ                    | [* 10]      |
| 06月29日                | 3回制 延長5回          | 00 - 00                | 助っ人 アントキの猪木            | [* 10]      |
| 07月06日                | 名古屋ドルフィンズ     | 名古屋ドルフィンズ     | 監督人 ザ・たっち たくや         | [* 11]      |
| 07月06日                | 吉田チャレンジャーズ   | 吉田チャレンジャーズ   | 監督人 ザ・たっち かずや         | [* 11]      |
| 07月06日                | 3回制                  | 01 - 03                | 助っ人 城彰二                    | [* 11]      |
| 07月13日                | 伊賀リトルギャングス   | 伊賀リトルギャングス   | 監督人 ザ・たっち たくや         | [* 12]      |
| 07月13日                | 多治見ZELO             | 多治見ZELO             | 監督人 ザ・たっち かずや         | [* 12]      |
| 07月13日                | 3回制                  | 01 - 03                | 助っ人 春夏笑冬 加藤謙太郎       | [* 12]      |

### 2011年度2学期 - 3学期
「日本総札付き化計画」を進める札付きワルズ対視聴者チームとの対決。2イニング制（延長1イニングのみ）で行われる。13試合まで負けなしだったが、1月18日放送の「横浜F・マリノス」のジュニアチームに0－1で敗北し、日本総札付き化計画は一旦終了に見えたが、同放送分の最後に古坂大魔王監督の不敵の笑みシーンやワルズの再起を予告するナレーションで締められ、直後の放送となる1月25日の放送で「札付きワルズZ」として復活、「日本総札付き化計画Z」をスタートさせたのだが、2月22日、28日、29日の放送で「川崎フロンターレ」のトップチームに4-1で敗れ日本総札付き化計画Zは終了した。古坂大魔王監督は「札付きワルズ」のメンバーと「大天才テレビジョン」の人物とは別人という設定。
てれび戦士の芸名を使用する。コーナーで使用された選手名については「札付きワルズ」の節を参照。
ルール
攻撃側はホームベースに置いたボールを蹴り、1塁へ走る。守備側（1学期とは違い自分たちで守らなければならない）はボールを取り、各塁付近に置かれたゴールに入れる。ゴールに入ればアウト。先にベースを踏めればゴールが閉まりセーフとなる。また、フェンス直撃の場合もヒットとなり、センターにある赤いフェンスの上を超せばホームランとなる。ランナーも自分たちで行う必要がある。
アウトゾーン（通常の野球でいうファウルゾーン）にボールが飛ぶ、ノーバウンドでボールを取られる、ボールをキャッチしてランナーに当てられた場合、ホームランゾーン以外のフェンスを直接越えたらアウトとなる。
カード
- 得点3倍（攻撃用）

1学期同様、その打席で獲得できる得点が3倍になる（1人生還で3点、満塁ホームランなら9点）。
- ドリブル（攻撃用）

ドリブルして進むことができる。ただし、ボールが守備陣に当たればアウトゾーンに出てもプレーは続行できる。
- 2BH（攻撃用）

セーフの場合、ヒットから2ベースになる。
- 守備減らし（攻撃用）

守備を3人から2人に減らせる。
- ぐるぐるバット（守備用）

キッカーはその場でバットに頭をつけ5回回り、5秒以内に蹴らなければならない。
- リフティング（守備用）

キッカーに1塁までの30mをリフティングで移動してもらう。1塁ベースを踏む前にボールを落としたらアウト。
- カベ（守備用）

フィールドに2枚の壁を置くことができる。壁にボールが当たった場合もアウト。
- コート半分（守備用）

1学期同様、ヒットゾーンを半分のみに減らすことができる。
放送日程
札付きワルズはワルドーナと悪正を除いた選手を記載。
| 放送日                   | 札付きワルズ                                          | 結果          | 挑戦者                                                       | 脚注                 |
| ------------------------ | ----------------------------------------------------- | ------------- | ------------------------------------------------------------ | -------------------- |
| 2011年 09月14日          | 寺田朱里                                              | 1 - 0         | 寒川スターズ 中1男子2人 / 小6男子1人                         | [* 13]               |
| 09月21日                 | 岡田結実                                              | 3 - 0         | 多古FC 小4男子3人                                            | [* 14]               |
| 09月28日                 | 古坂大魔王                                            | 6 - 0         | 北小フレンズ 小5男子3人                                      | [* 15]               |
| 10月12日                 | 寺田朱里                                              | 1 - 0 延長3回 | 糸魚川マグナ 中1男子3人                                      | [* 16]               |
| 10月19日                 | 寺田朱里                                              | 4 - 0         | 江戸川ジョイズ 小6男子3人                                    | [* 17]               |
| 10月26日                 | 古坂大魔王                                            | 1 - 0         | 調布キッカーズ 小5男子3人                                    | [* 18]               |
| 11月02日                 | 寺田朱里                                              | 5 - 0         | 浜松サナルズ 小4男子3人                                      | [* 19]               |
| 11月16日                 | 寺田朱里                                              | 3 - 0         | 大栄キングス 小6男子3人                                      | [* 20]               |
| 11月23日                 | ファデン咲美亜                                        | 1 - 0         | 大和シルフィード 中2女子3人                                  | [* 21]               |
| 11月30日                 | 寺田朱里                                              | 1 - 0         | 日野プリメイロス 小6男子3人                                  | [* 22]               |
| 12月07日                 | 鎮西寿々歌                                            | 8 - 1 延長3回 | 船橋ファンタジスタ 小6男子3人                                | [* 23]               |
| 12月14日                 | 鎮西寿々歌                                            | 4 - 3         | スフィーダ世田谷FC 中1女子3人                                | [* 24]               |
| 2012年 01月11日          | 島田太一                                              | 4 - 1         | 大宮アルディージャ 小6男子3人                                | [* 25]               |
| 01月18日                 | 島田太一                                              | 0 - 1         | 横浜F・マリノスプライマリー 小6男子3人                       | [* 26]               |
| 01月25日                 | 島田太一                                              | 1 - 0         | フナトアミーゴ 男子3人                                       | [* 27]               |
| 02月08日                 | 島田太一                                              | 4 - 3 延長3回 | 栃木SCバモス 小6男子3人                                      | [* 28]               |
| 02月22日02月28日02月29日 | 島田太一 矢部昌暉 勝隆一 木島杏奈 鎮西寿々歌 寺田朱里 | 1 - 4         | 川崎フロンターレ - 伊藤宏樹 - 中村憲剛 - 大島僚太 - ふろん太 | [* 29] [* 30] [* 31] |

## フダケリ ワルズの逆襲

### 概要
2012年度の月曜日に放送された9分枠のコーナー。
ワルズが再結成し、入団を希望するサッカー自慢の芸能人をテストし、チーム強化をはかり前年最終戦で敗北した川崎フロンターレへのリベンジをめざす。なお、1回の放送につき、てれび戦士と視聴者はそれぞれ2人がワルズのメンバーとして参加する。てれび戦士のうちハガレルメッキ（金子隼也）は基本的に固定で出演する。古坂大魔王とワルドーナは継続して出演しているが、悪正は出演していない。
実況は辻よしなり。解説は武田修宏。ナレーションは塩野潤二。
てれび戦士の芸名を使用する。コーナーで使用された選手名については「札付きワルズ」の節を参照。

### 放送日程
フダケリの試合形式については「2012年度 試合形式」を参照
| 回 | 放送日         | 内容                                                                      | 脚注     |
| -- | -------------- | ------------------------------------------------------------------------- | -------- |
| 01 | 2012年04月09日 | 入団テスト 坪倉由幸                                                       | [ * 32 ] |
| 02 | 2012年04月16日 | 入団テスト 島田秀平                                                       | [ * 33 ] |
| 03 | 2012年04月23日 | 入団テスト JOY                                                            | [ * 34 ] |
| 04 | 2012年05月07日 | 入団テスト 城彰二                                                         | [ * 35 ] |
| 05 | 2012年05月14日 | 入団テスト 我が家                                                         | [ * 36 ] |
| 06 | 2012年05月21日 | 入団テスト 井本貴史                                                       | [ * 37 ] |
| 07 | 2012年05月28日 | 入団テスト 尾形貴弘                                                       | [ * 38 ] |
| 08 | 2012年06月11日 | 強化試合 FUNフットサルクラブLadies 前編                                   | [ * 39 ] |
| 09 | 2012年06月18日 | 川崎フロンターレ ふろん太とPK対決 強化試合 FUNフットサルクラブLadies 後編 | [ * 40 ] |
| 10 | 2012年06月25日 | 入団テスト 山根良顕                                                       | [ * 41 ] |
| 11 | 2012年07月02日 | ハガレルメッキ フロンターレファン疑惑大検証                               | [ * 42 ] |
| 12 | 2012年07月09日 | 入団テスト 吉澤ひとみ                                                     | [ * 43 ] |
| 13 | 2012年09月10日 | 強化試合 Gatas Brilhantes H.P.                                            | [ * 44 ] |
| 14 | 2012年09月18日 | 入団テスト 村上純                                                         | [ * 45 ] |
| 15 | 2012年09月24日 | 入団テスト 山田親太朗                                                     | [ * 46 ] |
| 16 | 2012年10月08日 | 強化試合 ビーチサッカー日本代表 前編                                      | [ * 47 ] |
| 17 | 2012年10月15日 | 強化試合 ビーチサッカー日本代表 後編                                      | [ * 48 ] |
| 18 | 2012年10月22日 | 強化試合 マスクチーム 前編                                                | [ * 49 ] |
| 19 | 2012年10月29日 | 強化試合 マスクチーム 後編                                                | [ * 50 ] |
| 20 | 2012年11月12日 | 強化試合 武田JAPAN 前編                                                   | [ * 51 ] |
| 21 | 2012年11月19日 | 強化試合 武田JAPAN 後編                                                   | [ * 52 ] |
| 22 | 2012年11月26日 | 強化試合 球舞 前編                                                        | [ * 53 ] |
| 23 | 2012年12月03日 | 強化試合 球舞 後編                                                        | [ * 54 ] |
| 24 | 2013年01月07日 | 対・川崎フロンターレ嫌がらせ作戦 前編                                     | [ * 55 ] |
| 25 | 2013年01月14日 | 対・川崎フロンターレ嫌がらせ作戦 後編                                     | [ * 56 ] |
| 26 | 2013年01月21日 | 強化試合 湘南ベルマーレフットサルクラブ 前編                              | [ * 57 ] |
| 27 | 2013年01月28日 | 強化試合 湘南ベルマーレフットサルクラブ 後編                              | [ * 58 ] |
| 28 | 2013年02月11日 | 川崎フロンターレ最終決戦 前編                                             | [ * 59 ] |
| 29 | 2013年02月18日 | 川崎フロンターレ最終決戦 中編                                             | [ * 60 ] |
| 30 | 2013年02月19日 | 川崎フロンターレ最終決戦 後編                                             | [ * 61 ] |

### 入団テスト
テストルール
4つのゴールとワルズから2人の選手が守備に着く。スタートと同時に守備を交わしながらボールをドリブルで運びゴールに入れる。手前のゴールは1点、中間地点にある左右のゴールは3点、一番遠いところにあるゴール（初期は下側にフェンスがあるためゴロでのゴールは不可能だった）は5点。ただし、守備側にボールをキャッチされるかボールをライン外に出されると0点で終了。3回のチャンスで8点を超すことができればワルズに入団となる。1回のチャレンジごとにレベル（難易度）が上昇する。基本的には以下のルールだが、変更の場合もある。
- レベル1：てれび戦士2人が守備につく。
- レベル2：視聴者代表2人が守備につく。ここまでで3点以上獲得していないとレベル3は行かない。
- レベル3：てれび戦士1人と視聴者代表1人とワルドーナが守備につく（そうではない場合もある）。

特別ルール
元ゴールキーパーだった島田秀平に対する特別テスト（レベル1は通常と同じ）。
- レベル2：ワルズ5人（てれび戦士2人・視聴者代表2人・ワルドーナ）が1人ずつPK対決を行う。ゴールを許さなければ1本につき1点獲得。
- レベル3：ワルズ5人（メンバーはレベル2と同じ）が横一列に並び連続でPKをシュートする。どの順番で誰が蹴るかはキーパーに知らされない。ゴールに入らなかった数×1点獲得となる。

結果
札付きワルズは小中学生の選手を記載。
| 放送日          | テスト生               | 札付きワルズ            | 札付きワルズ              |
| --------------- | ---------------------- | ----------------------- | ------------------------- |
| 2012年 04月09日 | 坪倉由幸5-0-0 不合格   | 金子隼也 島田太一       | 金城ディエゴ英治 栖原海斗 |
| 04月16日        | 島田秀平0-5-4 合格     | 金子隼也 寺田朱里       |                           |
| 04月23日        | JOY0-0-x 不合格        | 金子隼也 寺田朱里       | 中村元昭 笹野玲音         |
| 05月07日        | 城彰二0-5-0 不合格     | 金子隼也 長谷川ニイナ   | 斉藤潤 渡邊誠二郎         |
| 05月14日        | 我が家0-5-0 不合格     | 金子隼也 鎮西寿々歌     | 池田啓佑 佐藤太一         |
| 05月21日        | 井本貴史0-0-x 不合格   | 金子隼也 長谷川ニイナ   | 藤本澪亜 坂入萌々子       |
| 05月28日        | 尾形貴弘5-0-5 合格     | 金子隼也 竹原司         |                           |
| 06月25日        | 山根良顕0-0-x 不合格   | 金子隼也 岡田結実       | 菅野奏音 黒田ひとみ       |
| 07月09日        | 吉澤ひとみ0-3-0 不合格 | 金子隼也 ソーズビー航洋 | 佐々木莉花 平井伽奈       |
| 09月18日        | 村上純0-0-x 不合格     | 金子隼也 寺田朱里       |                           |
| 09月24日        | 山田親太朗0-3-0 不合格 | 金子隼也 竹原司         | 島津慶彦 長澤壮竜         |

### 川崎フロンターレ ふろん太とPK対決
概要
2012年6月18日に放送された特別企画。
札付きワルズが川崎フロンターレの本拠地でPK対決。札付きワルズが勝ったあかつきには「川崎フロンターレのサポーターを札付きワルズのいいなりにさせる」。
収録場所
- 2012年5月12日 等々力陸上競技場

出演者
- 古坂大魔王
- ワルドーナZ - 加藤謙太郎
- 悪里 - 寺田朱里
- 邪魔田2 - 島田太一
- ふろん太

PK対決
ワルドーナZ、邪魔田2、悪里の3人がキッカー、ふろん太をゴールキーパーとして対戦。
結果は3人とも成功。札付きワルズの勝利。

### ハガレルメッキ フロンターレファン疑惑大検証
概要
2012年7月2日に放送された特別企画。
2012年5月27日に等々力陸上競技場で行われた「2012年 川崎フロンターレファン感謝デー」を舞台にワルドーナZとワリイナ（長谷川ニイナ）が仕掛人となり、ハガレルメッキ（金子隼也）の川崎フロンターレファン疑惑を検証。その動画を見ながら古坂大魔王が追及する。
疑惑の根拠
- 川崎フロンターレの本拠地、神奈川県在住
- フロンターレグッズをたくさん持っている
- フロンターレのユニフォームを着た少年の写真

検証1 フロンターレグッズを目の前にするとどうする?
中村憲剛選手を探すニセロケでグッズ売り場に誘導。隠しカメラで金子隼也の行動を監視。
検証結果、570円の限定グッズを購入。疑惑度50%。
金子隼也「別にいいじゃないですか!記念として!」
検証2 フロンターレ選手を目の前にどうする?
中村憲剛選手を探すニセロケは競技場内。中村憲剛選手は日本代表の招集がかかり急遽欠席。別の選手を探す3人は大島僚太選手を発見。札付きワルズの挑戦状を渡すと撮影スタッフがいなくなる。仕掛人のワルドーナZが「サインもらったら?」と悪魔のささやき。
金子隼也「大島選手!サインください!サインください!お願いします!ありがとうございます!」とサインをしてもらい握手。
動画を見る古坂大魔王「敬語で!握手!!」
検証結果、サインボールをもらう。疑惑度95%
金子隼也「『もらえば!』って言われたから!」
メッキはフロンターレファンなのか?
競技場の観客席でワリイナがハガレルメッキに本音を語らせる。
長谷川ニイナ「ワルズと川崎フロンターレどっちがいい?」
金子隼也「フロンターレだな!フロンターレ好きだから」
長谷川ニイナ「中村憲剛選手と古坂大魔王どっちがいい?」
金子隼也「憲剛!」
動画を見る古坂大魔王「即答か!お前!」
メッキはフロンターレファンだった!
「フロンターレのユニフォームを着た少年の写真」は3年前のハガレルメッキだった。
古坂大魔王「古坂大魔王と中村憲剛 尊敬しているのはどっちだ?」
金子隼也「古坂監督です!」
古坂大魔王「なぜ笑った?なんで笑った?」
古坂大魔王はハガレルメッキを改心させるために「1000本ワルワルガオ」を課した。

### 2012年度 試合形式
コートは入団テストと同じものを使用する。主なルールは以下のとおり。
- 3イニングの攻守交替制で合計点の多いほうの勝ち
- 基本的には3人vs3人の対戦
- 1点ゴールと5点ゴールの間には緑色のセーフティーゾーンが設けられており、この中に守備チームは入ることができない。
- 攻撃前にカードを1枚だけ使える。カードは1イニングにつき1枚、ゲーム通して2枚（1回目の試合形式では1枚のみ）使用することができる。同じカードは使用できない。
- 3イニング終わって同点の場合は延長戦を実施。延長戦のルールは攻撃側3人・キーパー1人によるPK対決。5球を3人が連続で蹴り、ゴールに入った数がそのまま得点となる。入った本数の多いチームの勝利。

カードの種類
- 守備減らし

守備を1人減らすことができる。誰を減らすかは攻撃チームが決められる。
- ボール3つ

一度にボール3つを使って攻撃できる。3つ同時使って攻撃するか、何回かに分けて攻撃するかは攻撃側の自由。得点も1球ずつ加算されるため最高で15点獲得のチャンスとなる。
- コート無限

体育館全体でプレーできる。ゴールを決めるか、ディフェンスが手でキャッチするまでプレーが続く。

### 強化試合 FUNフットサルクラブLadies
放送日
- 前編：2012年6月11日
- 後編：2012年6月18日

対戦相手
- FUNフットサルクラブLadies
吉林千景、森知美、多々良真希

試合経過
- 1回表
  - 攻撃：札付きワルズ
  - カード：使用せず
  - 攻撃選手：ワルドーナZ、金子隼也、鎮西寿々歌
  - 得点：3点
- 1回裏
  - 攻撃：FUNフットサルクラブLadies
  - カード：使用せず
  - 守備選手：金子隼也、中島竜平、白井柊凪
  - 得点：3点
- 2回表
  - 攻撃：札付きワルズ
  - カード：使用せず
  - 攻撃選手：ワルドーナZ、鎮西寿々歌、中島竜平
  - 得点：0点
- 2回裏
  - 攻撃：FUNフットサルクラブLadies
  - カード：使用せず
  - 守備選手：ワルドーナZ、中島竜平、白井柊凪
  - 得点：0点
- 3回表
  - 攻撃：札付きワルズ
  - カード：ボール3つ
  - 攻撃選手：ワルドーナZ、金子隼也、白井柊凪
  - 得点：0点
- 3回裏
  - 攻撃：FUNフットサルクラブLadies
  - カード：ボール3つ
  - 守備選手：ワルドーナZ、中島竜平、白井柊凪
  - 得点：3点
- 総得点

| チーム       | 1 | 2 | 3 | 計  |
| ------------ | - | - | - | --- |
| 札付きワルズ | 3 | 0 | 0 | 3点 |
| FUN Ladies   | 3 | 0 | 3 | 6点 |
- 最終結果
「FUNフットサルクラブLadies」の勝利

### 強化試合 Gatas Brilhantes H.P.
放送日
- 2012年9月10日（18分枠）

対戦相手
- Gatas Brilhantes H.P.
  - 監督：吉澤ひとみ
  - 選手：是永美記、矢島舞美、岡井千聖

試合経過
- 1回表
  - 攻撃：札付きワルズ
  - カード：使用せず
  - 攻撃選手：金子隼也、小鑓美以紗、石井さくら
  - 得点：5点
- 1回裏
  - 攻撃：Gatas Brilhantes H.P.
  - カード：守備減らし（金子隼也）
  - 守備選手：ソーズビー航洋、石井さくら
  - 得点：3点
- 2回表
  - 攻撃：札付きワルズ
  - カード：使用せず
  - 攻撃選手：金子隼也、ソーズビー航洋、小鑓美以紗
  - 得点：0点
- 2回裏
  - 攻撃：Gatas Brilhantes H.P.
  - カード：使用せず
  - 守備選手：ソーズビー航洋、小鑓美以紗、石井さくら
  - 得点：5点
- 3回表
  - 攻撃：札付きワルズ
  - カード：ボール3つ
  - 攻撃選手：ワルドーナZ、金子隼也、石井さくら
  - 得点：3点
- 3回裏
  - 攻撃：Gatas Brilhantes H.P.
  - カード：ボール3つ
  - 守備選手：ワルドーナZ、金子隼也、小鑓美以紗
  - 得点：0点
- 総得点

| チーム       | 1 | 2 | 3 | 計  |
| ------------ | - | - | - | --- |
| 札付きワルズ | 5 | 0 | 3 | 8点 |
| GATAS        | 3 | 5 | 0 | 8点 |
- PK対決

| 順       | 先攻                            | 後攻                         |
| 攻撃     | 札付きワルズ                    | GATAS                        |
| -------- | ------------------------------- | ---------------------------- |
| キッカー | ワルドーナZ 金子隼也 小鑓美以紗 | 吉澤ひとみ 是永美記 矢島舞美 |
| GK       | 是永美記                        | ワルドーナZ                  |
| 得点     | 2点                             | 0点                          |
- 最終結果
「札付きワルズ」の勝利

### 強化試合 ビーチサッカー日本代表
放送日
- 前編：2012年10月08日
- 後編：2012年10月15日

対戦相手
- ビーチサッカー日本代表
後藤崇介、田畑輝樹、宜野座寛也

試合経過
- 1回表
  - 攻撃：ビーチサッカー日本代表
  - カード：使用せず
  - 守備選手：ワルドーナZ、金子隼也、島田太一
  - 得点：0点
- 1回裏
  - 攻撃：札付きワルズ
  - カード：使用せず
  - 攻撃選手：ワルドーナZ、金子隼也、安留颯
  - 得点：0点
- 2回表
  - 攻撃：ビーチサッカー日本代表
  - カード：ボール3つ
  - 守備選手：ワルドーナZ、島田太一、山田岬
  - 得点：5点
- 2回裏
  - 攻撃：札付きワルズ
  - カード：ボール3つ
  - 攻撃選手：ワルドーナZ、金子隼也、安留颯
  - 得点：7点
- 3回表
  - 攻撃：ビーチサッカー日本代表
  - カード：守備減らし（ワルドーナZ）
  - 守備選手：金子隼也、山田岬
  - 得点：5点
- 3回裏
  - 攻撃：札付きワルズ
  - カード：守備減らし（宜野座寛也）
  - 攻撃選手：ワルドーナZ、山田岬、安留颯
  - 得点：0点
- 総得点

| チーム         | 1 | 2 | 3 | 計   |
| -------------- | - | - | - | ---- |
| ビーチサッカー | 0 | 5 | 5 | 10点 |
| 札付きワルズ   | 0 | 7 | 0 | 07点 |
- 最終結果
「ビーチサッカー日本代表」の勝利

### 強化試合 マスクチーム
放送日
- 前編：2012年10月22日
- 後編：2012年10月29日

対戦相手
- マスクチーム
JOY、村上純、山田親太朗

試合経過
- 1回表
  - 攻撃：マスクチーム
  - カード：使用せず
  - 守備選手：ワルドーナZ、金子隼也、寺田朱里
  - 得点：0点
- 1回裏
  - 攻撃：札付きワルズ
  - カード：使用せず
  - 攻撃選手：ワルドーナZ、塚田裕介、桑田龍虎
  - 得点：3点
- 2回表
  - 攻撃：マスクチーム
  - カード：守備減らし（塚田裕介）
  - 守備選手：金子隼也、寺田朱里
  - 得点：0点
- 2回裏
  - 攻撃：札付きワルズ
  - カード：使用せず
  - 攻撃選手：寺田朱里、塚田裕介、桑田龍虎
  - 得点：0点
- 3回表
  - 攻撃：マスクチーム
  - カード：ボール3つ
  - 守備選手：ワルドーナZ、金子隼也、桑田龍虎
  - 得点：0点
- 3回表（もう一度）
  - 攻撃：マスクチーム
  - カード：使用せず
  - 攻撃選手：武田修宏、JOY、村上純
  - 守備選手：ワルドーナZ、金子隼也、桑田龍虎
  - 得点：3点
- 3回裏
  - 攻撃：札付きワルズ
  - カード：ボール3つ
  - 攻撃選手：金子隼也、塚田裕介、桑田龍虎
  - 得点：1点
- 総得点

| チーム       | 1 | 2 | 3 | 計  |
| ------------ | - | - | - | --- |
| マスクチーム | 0 | 0 | 3 | 3点 |
| 札付きワルズ | 3 | 0 | 1 | 4点 |
- 最終結果
「札付きワルズ」の勝利

### 強化試合 武田JAPAN
放送日
- 前編：2012年11月12日
- 後編：2012年11月19日

対戦相手
- 武田JAPAN
武田修宏、本田泰人、小村徳男

札付きワルズ
- 選手：ワルドーナZ、金子隼也、岡田結実、青木慎ノ介、澁谷雅也

試合経過
- 総得点

| チーム       | 計  |
| ------------ | --- |
| 武田JAPAN    | 3点 |
| 札付きワルズ | 6点 |
- 最終結果
「札付きワルズ」の勝利

### 強化試合 球舞
放送日
- 前編：2012年11月26日
- 後編：2012年12月03日

対戦相手
- 球舞
マルコ、チョーサ、インディ

札付きワルズ
- 選手：ワルドーナZ、金子隼也、長谷川ニイナ、島田秀平

試合経過
- 総得点

| チーム       | 計   |
| ------------ | ---- |
| 球舞         | 11点 |
| 札付きワルズ | 06点 |
- 最終結果
「球舞」の勝利

### ワルズの陰謀 対・川崎フロンターレ嫌がらせ作戦
概要
札付きワルズが川崎フロンターレを弱体化させるためワルンタの協力のもと川崎フロンターレ麻生グラウンドに潜入。
放送日
- 前編：2013年1月07日
- 後編：2013年1月14日

出演者
- 札付きワルズ
  - 古坂大魔王
  - ワルドーナZ - 加藤謙太郎
  - ハガレルメッキ - 金子隼也
  - 竹チャラ - 竹原司
  - オガタ - 尾形貴弘
- 川崎フロンターレ
  - 伊藤宏樹
  - 中村憲剛
  - 大島僚太
  - ふろん太
  - ワルンタ

嫌がらせ作戦
- ロッカールーム
伊藤宏樹のカードを入手
竹原司が中村憲剛の私服を着る
竹原司が中村憲剛のメガネもかけてみる
竹原司が中村憲剛の私服に汗をしみこませる
- スパイクルーム
中村憲剛のスパイクのひもを緩めてイライラさせる
竹原司が中村憲剛のスパイクの匂いを嗅ぐ
- トレーニングルーム
遊びふざける
- マッサージルーム
古坂大魔王にマッサージをさせてトレーナーを疲れさせる
- グラウンド前
ふろん太に「悪シール」を貼り付ける
- グラウンド
川崎フロンターレの実力を探るため「ふろん太」を人質に対決を申し込む。

フリーキック対決
ゴール左上隅の的にフリーキックでボールを当てる。チームの誰か1人でも当てればクリア。挑戦する距離を伸ばしていき、より遠い距離で成功したチームの勝利。
| 距離 | チーム           | 選手        | 成否 |
| ---- | ---------------- | ----------- | ---- |
| 10m  | 川崎フロンターレ | 大島僚太    | 成功 |
| 10m  | 札付きワルズ     | 竹原司      | 失敗 |
| 10m  | 札付きワルズ     | 尾形貴弘    | 失敗 |
| 10m  | 札付きワルズ     | ワルドーナZ | 失敗 |
| 10m  | 札付きワルズ     | 金子隼也    | 成功 |
| 20m  | 札付きワルズ     | 竹原司      | 失敗 |
| 20m  | 札付きワルズ     | 尾形貴弘    | 失敗 |
| 20m  | 札付きワルズ     | ワルドーナZ | 失敗 |
| 20m  | 札付きワルズ     | 金子隼也    | 失敗 |
| 20m  | 川崎フロンターレ | 中村憲剛    | 成功 |
川崎フロンターレが勝利し、ふろん太を奪還。
30mフリーキック
川崎フロンターレの選手3人が30メートルのフリーキックを挑戦。
古坂大魔王の本当の目的はスタート地点から25メートル先にある「フダケリ5点ゴール」を直接狙えるかを探ることだった。
1. 伊藤宏樹 失敗
2. 大島僚太 失敗
3. 中村憲剛 成功

### 強化試合 湘南ベルマーレフットサルクラブ
放送日
- 前編：2013年1月21日
- 後編：2013年1月28日

対戦相手
- 湘南ベルマーレフットサルクラブ
  - 選手：岸本武志、小野大輔、ボラ

試合経過
- 1回表
  - 攻撃：湘南ベルマーレフットサルクラブ
  - カード：使用せず
  - 守備選手：金子隼也、尾形貴弘、佐瀬健太
  - 得点：0点
- 1回裏
  - 攻撃：札付きワルズ
  - カード：守備減らし（ボラ）
  - 攻撃選手：ワルドーナZ、尾形貴弘、熊谷誠也
  - 得点：3点
- 2回表
  - 攻撃：湘南ベルマーレフットサルクラブ
  - カード：コート無限
  - 悪作戦：悪里を守備に追加
  - 守備選手：ワルドーナZ、金子隼也、寺田朱里、熊谷誠也
  - 得点：0点
- 2回裏
  - 攻撃：札付きワルズ
  - カード：使用せず
  - 攻撃選手：尾形貴弘、佐瀬健太、熊谷誠也
  - 得点：0点
- 3回表
  - 攻撃：湘南ベルマーレフットサルクラブ
  - カード：ボール3つ
  - 守備選手：ワルドーナZ、金子隼也、寺田朱里、熊谷誠也
  - 得点：10点
- 3回裏
  - 攻撃：札付きワルズ
  - カード：ボール3つ
  - 攻撃選手：ワルドーナZ、金子隼也、尾形貴弘
  - 得点：5点
- 総得点

| チーム         | 1 | 2 | 3  | 計   |
| -------------- | - | - | -- | ---- |
| 湘南ベルマーレ | 0 | 0 | 10 | 10点 |
| 札付きワルズ   | 3 | 0 | 05 | 08点 |
- 最終結果
「湘南ベルマーレフットサルクラブ」の勝利

### 川崎フロンターレ最終決戦
放送日
- 前編：2013年2月11日 月曜
- 中編：2013年2月18日 月曜
- 後編：2013年2月19日 火曜

対戦相手
- 川崎フロンターレ
  - 中村憲剛 MF
  - 大島僚太 MF
  - 實藤友紀 DF
  - 安藤駿介 GK
  - ふろん太
  - ワルンタ

札付きワルズ
- 古坂大魔王、ワルドーナZ（加藤謙太郎）
- 金子隼也、島田太一、ソーズビー航洋、竹原司
- 鎮西寿々歌、寺田朱里、岡田結実、長谷川ニイナ
- 島田秀平、尾形貴弘
- 青木慎ノ介、澁谷雅也

1回表
- 悪作戦
オシャベリー 中村憲剛への暴露
「初恋の人は幼稚園の先生だってねーまさかの年上?」
- 攻撃：川崎フロンターレ
- カード：使用せず
- 攻撃選手：中村憲剛、大島僚太、實藤友紀
- 守備選手：ワルドーナZ、島田秀平、青木慎ノ介
- 得点：0点

1回裏
- 悪作戦
ずる歌&ワリイナ ショートコント「あるある」
- 攻撃：札付きワルズ
- カード：守備減らし（安藤駿介）
- 攻撃選手：ワルドーナZ、尾形貴弘、澁谷雅也
- 守備選手：中村憲剛、實藤友紀
- 得点：3点

2回表
- 悪作戦
悪カード「守備増やし」
2人増やして5人で守る
- 攻撃：川崎フロンターレ
- カード：守備減らし（島田秀平）
- 攻撃選手：中村憲剛、大島僚太、實藤友紀
- 守備選手：ワルドーナZ、島田太一、竹原司、青木慎ノ介
- 得点：3点

2回裏
- 敵作戦
中村憲剛から金子隼也に「サイン入りユニフォーム」のプレゼント
- 攻撃：札付きワルズ
- カード：使用せず
- 攻撃選手：金子隼也、青木慎ノ介、澁谷雅也
- 守備選手：大島僚太、實藤友紀、安藤駿介
- 得点：0点

3回表
- 悪作戦
悪里「枝豆ビーム」
- 攻撃：川崎フロンターレ
- カード：ボール3つ
- 攻撃選手：中村憲剛、大島僚太、實藤友紀
- 守備選手：金子隼也、島田秀平、尾形貴弘
- 得点：6点

3回裏
- 悪作戦
ずる歌「ギャグ」
- 攻撃：札付きワルズ
- カード：ボール3つ
- 攻撃選手：ワルドーナZ、金子隼也、澁谷雅也
- 守備選手：中村憲剛、實藤友紀、安藤駿介
- 得点：0点

最終結果
| チーム           | 1 | 2 | 3 | 計  |
| ---------------- | - | - | - | --- |
| 川崎フロンターレ | 0 | 3 | 6 | 9点 |
| 札付きワルズ     | 3 | 0 | 0 | 3点 |
「川崎フロンターレ」の勝利

## フダケリ ワルズの野望

### 概要
2013年度の月曜日（3学期は変則編成あり）に放送された8分30秒枠のコーナー。ナレーションは塩野潤二。
今度は2013年のJリーグ年間チャンピオンを目標に再結成。4月1日の放送でJリーグチェアマンの大東和美が挑戦状を受理したが、「指定した相手と対戦していき、通算で10勝以上できればJリーグ年間チャンピオンと対戦できる」という条件を突きつけられている。
ワルズのメンバーは基本的には2012年度に出演したメンバーと2012年度には登場しなかった悪正が登場している。
実況の辻よしなりと解説の武田修宏は「フダケリ試合」のみを担当。
てれび戦士の芸名を使用する。コーナーで使用された選手名については「札付きワルズ」の節を参照。

### 2013年度 試合形式

#### オリジナルPK戦
基本的には現役Jリーガーと対戦する時に用いる形式。
- ゴールとボールの間は15メートル。ゴール前には2枚の壁が設置されている（壁に当たってもゴールに入れば得点は認められる）。
- ハンデとしてワルズの対戦相手側のキックの時にはキーパーがつく（ワルズが相手と交渉して了承をもらうのが恒例）。
- キックは各チーム3回ずつ。決着がつかなければサドンデス方式の延長戦が行われる。

#### フダケリ試合
主なルールは2012年度と同じだがカードの種類が前年度から継続のカード2種と新カード2種の計4種類に増えた。
カードの種類
- 守備減らし

2012年度から継続のカード。守備を1人減らすことができる。誰を減らすかは攻撃チームが決められる。
- ボール3つ

2012年度から継続のカード。一度にボール3つを使って攻撃できる。3つ同時使って攻撃するか、何回かに分けて攻撃するかは攻撃側の自由。得点も1球ずつ加算されるため最高で15点獲得のチャンスとなる。
- ゴール追加

2013年度登場のカード。5点ゴールが1つ追加される。これにより5点ゴールは2つ分の広さになるが、ゴールが2つ隣り合わせになっているだけなので中央にポストがある状態になり、そのポストにボールが当たっても得点は認められない。
- 全部5点

2013年度登場のカード。4つあるどのゴールに入れても5点になる。

### 放送日程
| 回 | 放送日         | 内容                                                     | 脚注     |
| -- | -------------- | -------------------------------------------------------- | -------- |
| 01 | 2013年04月01日 | Jリーグチャンピオンと戦わせろ作戦                        | [ * 62 ] |
| 02 | 2013年04月08日 | 第1戦 鹿島アントラーズ                                   | [ * 63 ] |
| 03 | 2013年04月15日 | 第2戦 TEAMマイアミの奇跡 前編                            | [ * 64 ] |
| 04 | 2013年04月22日 | 第2戦 TEAMマイアミの奇跡 後編                            | [ * 65 ] |
| 05 | 2013年05月06日 | 第3戦 横浜F・マリノス                                    | [ * 66 ] |
| 06 | 2013年05月13日 | 第4戦 日本体育大学女子サッカー部 前編                    | [ * 67 ] |
| 07 | 2013年05月20日 | 第4戦 日本体育大学女子サッカー部 後編                    | [ * 68 ] |
| 08 | 2013年05月27日 | 第5戦 ヴァンフォーレ甲府                                 | [ * 69 ] |
| 09 | 2013年06月10日 | 第6戦 ジュビロスターズ 前編                              | [ * 70 ] |
| 10 | 2013年06月17日 | 第6戦 ジュビロスターズ 後編                              | [ * 71 ] |
| 11 | 2013年06月24日 | 川崎フロンターレサポーター獲得作戦                       | [ * 72 ] |
| 12 | 2013年07月01日 | 第7戦 バルドラール浦安 前編                              | [ * 73 ] |
| 13 | 2013年07月08日 | 第7戦 バルドラール浦安 後編                              | [ * 74 ] |
| 14 | 2013年09月09日 | 第8戦 永里フレンズ 前編                                  | [ * 75 ] |
| 15 | 2013年09月16日 | 第8戦 永里フレンズ 後編                                  | [ * 76 ] |
| 16 | 2013年09月23日 | 第9戦 湘南ベルマーレ                                     | [ * 77 ] |
| 17 | 2013年10月07日 | 第10戦 烏天狗 前編                                       | [ * 78 ] |
| 18 | 2013年10月14日 | 第10戦 烏天狗 後編                                       | [ * 79 ] |
| 19 | 2013年10月21日 | 第11戦 ボビーアウトローズ 前編                           | [ * 80 ] |
| 20 | 2013年10月28日 | 第11戦 ボビーアウトローズ 後編                           | [ * 81 ] |
| 21 | 2013年11月11日 | 第12戦 清水エスパルス                                    | [ * 82 ] |
| 22 | 2013年11月18日 | 第13戦 名波JAPAN 前編                                    | [ * 83 ] |
| 23 | 2013年11月25日 | 第13戦 名波JAPAN 後編                                    | [ * 84 ] |
| 24 | 2013年12月02日 | 第14戦 名古屋グランパス                                  | [ * 85 ] |
| 25 | 2014年01月06日 | 2013Jリーグアウォーズに潜入 第15戦 南葛シューターズ 前編 | [ * 86 ] |
| 26 | 2014年01月13日 | 第15戦 南葛シューターズ 後編                             | [ * 87 ] |
| 27 | 2014年01月21日 | 第16戦 インテルアカデミーJAPAN 前編                      | [ * 88 ] |
| 28 | 2014年01月27日 | 第16戦 インテルアカデミーJAPAN 後編                      | [ * 89 ] |
| 29 | 2014年02月13日 | 強化試合 武田JAPAN                                       | [ * 90 ] |
| 30 | 2014年02月24日 | 最終決戦 サンフレッチェ広島 前編                         | [ * 91 ] |
| 31 | 2014年02月25日 | 最終決戦 サンフレッチェ広島 後編                         | [ * 92 ] |

### Jリーグチャンピオンと戦わせろ作戦
概要
2013年4月1日放送。2013年度の「フダケリ」プロローグ。
2013年2月22日に行われた「2013Jリーグキックオフカンファレンス」に古坂大魔王とワルドーナZ、ハガレルメッキ（金子隼也）の3人が潜入。2013年のJリーグチャンピオンチームとの直接対決を申し込む。
偵察
セレモニー会場に潜入。ステージに乱入して宣戦布告すると意気込むが、実行せず。
個別交渉!
J1は全18クラブ。すべてのクラブと交渉すればどこがチャンピオンになっても対戦可能。
監督と選手が取材を受ける会場に潜入。名古屋グランパスのドラガン・ストイコビッチ監督を発見するも報道陣の冷ややかな視線に耐えきれず退場。
サイン
選手控室前の廊下でJ1全18クラブの選手にサインを申し込む。
サイン色紙の右半分には「我がチームがJ1チャンピオンになったあかつきには札付きワルズ様と対戦させていただくことを誓います。」との文言が隠されている。
- サンフレッチェ広島 佐藤寿人
- 川崎フロンターレ 大久保嘉人
- セレッソ大阪 柿谷曜一朗
- FC東京 石川直宏

サインをもらったのは4クラブのみ。あと14クラブも残っている。
挑戦状
直接チェアマンに挑戦状をたたきつけるため、チェアマン控室に突入するが誰もいない。
挑戦状はJリーグ関係者の気づかいでチェアマンのもとに届けられた。
| 挑戦状 |
| --- |
| Jリーグチェアマンどの 我々ワルズとJリーグチャンピオンを戦わせてください。 断ったら全国のサッカー少年を札付きの悪にしちゃいますよ。 札付きワルズ 監督 古坂大魔王 |
Jリーグチェアマンの動画メッセージ
Jリーグチェアマンの大東和美が条件を提示。
指名したチームと戦って10勝以上すれば2013年のJリーグチャンピオンと戦うことが出来る。

### 第1戦 鹿島アントラーズ
- 放送日：2013年4月8日
- 試合形式：オリジナルPK戦
- 対戦相手：鹿島アントラーズ
- 札付きワルズGK：悪正

| 順 | 先攻             | 先攻             | 後攻         | 後攻         |
| 組 | 鹿島アントラーズ | 鹿島アントラーズ | 札付きワルズ | 札付きワルズ |
| -- | ---------------- | ---------------- | ------------ | ------------ |
| 1  | 野沢拓也         | ×                | ×            | 金子隼也     |
| 2  | 中田浩二         | ○                | ○            | ワルドーナZ  |
| 3  | 野沢拓也         | ×                | ×            | 金子隼也     |
| 4  | 中田浩二         | ○                | ○            | ワルドーナZ  |
| 5  | 野沢拓也         | ×                | ○            | 金子隼也     |
| 点 | 2                | 2                | 3            | 3            |
「札付きワルズ」の勝利
- 札付きワルズ 通算成績 1勝

### 第2戦 TEAMマイアミの奇跡
放送日
- 前編：2013年4月15日
- 後編：2013年4月22日

試合形式
フダケリ試合
対戦相手
- TEAMマイアミの奇跡
松原良香、鈴木秀人、遠藤彰弘

試合経過
- 1回表
  - 攻撃：TEAMマイアミの奇跡
  - カード：使用せず
  - 守備選手：金子隼也、島田秀平、藤井大輔
  - 得点：0点
- 1回裏
  - 攻撃：札付きワルズ
  - カード：ゴール追加
  - 攻撃選手：ワルドーナZ、金子隼也、梅澤翔
  - 得点：0点
- 2回表
  - 攻撃：TEAMマイアミの奇跡
  - カード：全部5点
  - 守備選手：ワルドーナZ、島田秀平、藤井大輔
  - 得点：0点
- 2回裏
  - 攻撃：札付きワルズ
  - カード：使用せず
  - 攻撃選手：ワルドーナZ、金子隼也、梅澤翔
  - 得点：0点
- 3回表
  - 攻撃：TEAMマイアミの奇跡
  - カード：ボール3つ
  - 守備選手：ワルドーナZ、島田秀平、藤井大輔
  - 得点：6点
- 3回裏
  - 攻撃：札付きワルズ
  - カード：ボール3つ
  - 攻撃選手：ワルドーナZ、金子隼也、梅澤翔
  - 得点：3点
- 総得点

| チーム         | 1 | 2 | 3 | 計  |
| -------------- | - | - | - | --- |
| マイアミの奇跡 | 0 | 0 | 6 | 6点 |
| 札付きワルズ   | 0 | 0 | 3 | 3点 |
- 最終結果
「TEAMマイアミの奇跡」の勝利
- 札付きワルズ 通算成績 1勝1敗

### 第3戦 横浜F・マリノス
- 放送日：2013年5月6日
- 試合形式：オリジナルPK戦
- 対戦相手：横浜F・マリノス
- 札付きワルズGK：悪正

| 順 | 先攻            | 先攻            | 後攻         | 後攻         |
| 組 | 横浜F・マリノス | 横浜F・マリノス | 札付きワルズ | 札付きワルズ |
| -- | --------------- | --------------- | ------------ | ------------ |
| 1  | 栗原勇蔵        | ×               | ○            | 金子隼也     |
| 2  | 兵藤慎剛        | ×               | ×            | ワルドーナZ  |
| 3  | 兵藤慎剛        | ×               |              |              |
| 点 | 0               | 0               | 1            | 1            |
「札付きワルズ」の勝利
| 横浜F・マリノス | 横浜F・マリノス | 横浜F・マリノス |
| --------------- | --------------- | --------------- |
| 1               | 栗原勇蔵        | ×               |
| 2               | 兵藤慎剛        | ○               |
- 札付きワルズ 通算成績 2勝1敗

### 第4戦 日本体育大学女子サッカー部
放送日
- 前編：2013年5月13日
- 後編：2013年5月20日

試合形式
フダケリ試合
対戦相手
- 日本体育大学女子サッカー部
  - 監督：矢野晴之介
  - 選手：嶋田千秋、山口実奈美、藤澤真凛

試合経過
- 1回表
  - 攻撃：日本体育大学女子サッカー部
  - カード：使用せず
  - 守備選手：悪正、金子隼也、久保田大作
  - 得点：3点
- 1回裏
  - 攻撃：札付きワルズ
  - カード：使用せず
  - 攻撃選手：ワルドーナZ、金子隼也、勝俣凜
  - 得点：0点
- 2回表
  - 攻撃：日本体育大学女子サッカー部
  - カード：守備減らし（久保田大作）
  - 守備選手：悪正、金子隼也
  - 得点：0点
- 2回裏
  - 攻撃：札付きワルズ
  - カード：全部5点
  - 攻撃選手：ワルドーナZ、悪正、勝俣凜
  - 得点：5点
- 3回表
  - 攻撃：日本体育大学女子サッカー部
  - カード：ボール3つ
  - 守備選手：ワルドーナZ、悪正、久保田大作
  - 得点：0点
- 総得点

| チーム       | 1 | 2 | 3 | 計  |
| ------------ | - | - | - | --- |
| 日体大女子   | 3 | 0 | 0 | 3点 |
| 札付きワルズ | 0 | 5 | x | 5点 |
- 最終結果
「札付きワルズ」の勝利
- 札付きワルズ 通算成績 3勝1敗

### 第5戦 ヴァンフォーレ甲府
- 放送日：2013年5月27日
- 試合形式：オリジナルPK戦
- 対戦相手：ヴァンフォーレ甲府
- 札付きワルズGK：悪正

| 順 | 先攻               | 先攻               | 後攻         | 後攻         |
| 組 | ヴァンフォーレ甲府 | ヴァンフォーレ甲府 | 札付きワルズ | 札付きワルズ |
| -- | ------------------ | ------------------ | ------------ | ------------ |
| 1  | 盛田剛平           | ○                  | ×            | ワルドーナZ  |
| 2  | 水野晃樹           | ○                  | ×            | 金子隼也     |
| 点 | 2                  | 2                  | 0            | 0            |
「ヴァンフォーレ甲府」の勝利
| ヴァンフォーレ甲府 | ヴァンフォーレ甲府 | ヴァンフォーレ甲府 |
| ------------------ | ------------------ | ------------------ |
| 1                  | 福田健介           | ○                  |
- 札付きワルズ 通算成績 3勝2敗

### 第6戦 ジュビロスターズ
放送日
- 前編：2013年6月10日
- 後編：2013年6月17日

試合形式
フダケリ試合
対戦相手
- ジュビロスターズ
藤田俊哉、田中誠、福西崇史

試合経過
- 1回表
  - 攻撃：ジュビロスターズ
  - カード：使用せず
  - 守備選手：ワルドーナZ、島田秀平、渡部智仁
  - 得点：5点
- 1回裏
  - 攻撃：札付きワルズ
  - カード：全部5点
  - 攻撃選手：ワルドーナZ、渡部智仁、渡部真司
  - 得点：0点
- 2回表
  - 攻撃：ジュビロスターズ
  - カード：ボール3つ
  - 悪作戦：結実が独尊追加
  - 守備選手：ワルドーナZ、島田秀平、岡田結実、渡部真司
  - 得点：3点
- 2回裏
  - 攻撃：札付きワルズ
  - 悪作戦：「チャラい男」武田さん追加
  - カード：使用せず
  - 攻撃選手：ワルドーナZ、武田修宏、渡部智仁
  - 得点：3点
- 3回表
  - 攻撃：ジュビロスターズ
  - カード：守備減らし（島田秀平）
  - 守備選手：渡部智仁、渡部真司
  - 得点：5点
- 3回裏
  - 攻撃：札付きワルズ
  - 悪作戦：カード2枚同時使用
  - カード：全部5点、ボール3つ
  - 攻撃選手：ワルドーナZ、渡部智仁、渡部真司
  - 得点：15点
- 総得点

| チーム           | 1 | 2 | 3  | 計   |
| ---------------- | - | - | -- | ---- |
| ジュビロスターズ | 5 | 3 | 05 | 13点 |
| 札付きワルズ     | 0 | 3 | 15 | 18点 |
- 最終結果
「札付きワルズ」の勝利
- 札付きワルズ 通算成績 4勝2敗

### 川崎フロンターレサポーター獲得作戦
概要
2013年6月24日に放送された特別編。
2013年5月26日に等々力陸上競技場で行われた「2013年 川崎フロンターレファン感謝デー」を舞台に川崎フロンターレのサポーターを横取りして、札付きワルズのサポーターにさせる作戦を実行。
作戦その1 サポーター横取り作戦
川崎フロンターレのサポーターと「フダケリ」で対戦。試合に勝つことで強制的に札付きワルズのサポーターにしてしまう。
- フダケリ実況：辻よしなり
- サポーターチーム監督：登里享平
- 札付きワルズ
  - 監督：古坂大魔王
  - ワルドーナZ - 加藤謙太郎
  - ハガレルメッキ - 金子隼也
  - 邪魔田2 - 島田太一
  - 結実が独尊 - 岡田結実
  - これでいい野田 - 野田真哉

ほんの2時間でサポーター18人の横取りに成功。
サポーター解放チャレンジ
スタート地点から25メートル先にある「フダケリ5点ゴール」に直接シュートを決める。
挑戦者はレナト選手。25mシュートを成功させ、横取りされたサポーターを解放。
作戦その2 PK対決で一網打尽
札付きワルズと川崎フロンターレがPK対決。札付きワルズが勝ったら会場にいる7000人のサポーターをまるごといただく。
ゴールキーパーはなし。ゴールは13メートル先の50センチメートル低い位置。それぞれ1点、3点、5点と難易度によって得点が異なる。5点ゴールの直径は60センチメートル。
伊藤宏樹、田中裕介、實藤友紀の3人の選手が対戦相手に選ばれる。
| 順 | 先攻             | 先攻             | 後攻         | 後攻         |
| 組 | 川崎フロンターレ | 川崎フロンターレ | 札付きワルズ | 札付きワルズ |
| -- | ---------------- | ---------------- | ------------ | ------------ |
| 1  | 田中裕介         | ×                | ×            | ワルドーナZ  |
| 2  | 實藤友紀         | ×                | ×            | 金子隼也     |
| 3  | 田中裕介         | 1                | ×            | 金子隼也     |
| 点 | 1                | 1                | 0            | 0            |
サポーター獲得作戦は失敗に終わったが、会場のサポーターに「ワルワルガオ」をやらせた。

### 第7戦 バルドラール浦安
放送日
- 前編：2013年7月1日
- 後編：2013年7月8日

試合形式
フダケリ試合
対戦相手
- バルドラール浦安
稲葉洸太郎、中島孝、岩本昌樹

試合経過
- 1回表
  - 攻撃：バルドラール浦安
  - カード：使用せず
  - 守備選手：ワルドーナZ、島田秀平、川浪豪恋
  - 得点：0点
- 1回裏
  - 攻撃：札付きワルズ
  - カード：守備減らし（稲葉洸太郎）
  - 攻撃選手：ワルドーナZ、川浪豪恋、小倉好生
  - 得点：0点
- 2回表
  - 攻撃：バルドラール浦安
  - カード：全部5点
  - 悪作戦：ワリイナ追加
  - 守備選手：ワルドーナZ、悪正、長谷川ニイナ、川浪豪恋
  - 得点：0点
- 2回裏
  - 攻撃：札付きワルズ
  - カード：使用せず
  - 攻撃選手：ワルドーナZ、島田秀平、小倉好生
  - 得点：0点
- 3回表
  - 攻撃：バルドラール浦安
  - カード：ボール3つ
  - 守備選手：悪正、島田秀平、川浪豪恋
  - 得点：6点
- 3回裏
  - 攻撃：札付きワルズ
  - カード：ボール3つ
  - 攻撃選手：ワルドーナZ、川浪豪恋、小倉好生
  - 得点：4点
- 総得点

| チーム           | 1 | 2 | 3 | 計  |
| ---------------- | - | - | - | --- |
| バルドラール浦安 | 0 | 0 | 6 | 6点 |
| 札付きワルズ     | 0 | 0 | 4 | 4点 |
- 最終結果
「バルドラール浦安」の勝利
- 札付きワルズ 通算成績 4勝3敗

### 第8戦 永里フレンズ
放送日
- 前編：2013年9月09日
- 後編：2013年9月16日

試合形式
フダケリ試合
対戦相手
- 永里フレンズ
永里亜紗乃、小林海咲、小林海青

試合経過
- 1回表
  - 攻撃：永里フレンズ
  - カード：使用せず
  - 守備選手：悪正、尾形貴弘、野田真哉
  - 得点：3点
- 1回裏
  - 攻撃：札付きワルズ
  - カード：使用せず
  - 攻撃選手：野田真哉、小日山颯、吉野斗貴哉
  - 得点：3点
- 2回表
  - 攻撃：永里フレンズ
  - カード：ボール3つ
  - 守備選手：悪正、尾形貴弘、吉野斗貴哉
  - 得点：10点
- 2回裏
  - 攻撃：札付きワルズ
  - カード：ボール3つ
  - 攻撃選手：ワルドーナZ、悪正、小日山颯
  - 得点：5点
- 3回表
  - 攻撃：永里フレンズ
  - カード：ゴール追加
  - 守備選手：ワルドーナZ、悪正、野田真哉
  - 得点：0点
- 3回裏
  - 攻撃：札付きワルズ
  - カード：全部5点
  - 攻撃選手：ワルドーナZ、尾形貴弘、吉野斗貴哉
  - 得点：5点
- 総得点

| チーム       | 1 | 2  | 3 | 計   |
| ------------ | - | -- | - | ---- |
| 永里フレンズ | 3 | 10 | 0 | 13点 |
| 札付きワルズ | 3 | 05 | 5 | 13点 |
- PK対決

| 順       | 先攻                         | 後攻                         |
| 攻撃     | 永里フレンズ                 | 札付きワルズ                 |
| -------- | ---------------------------- | ---------------------------- |
| キッカー | 永里亜紗乃 小林海咲 小林海青 | 野田真哉 小日山颯 吉野斗貴哉 |
| GK       | 悪正                         | 永里亜紗乃                   |
| 得点     | 1点                          | 1点                          |
- 最終結果
引き分け
- 札付きワルズ 通算成績 4勝3敗1分

### 第9戦 湘南ベルマーレ
- 放送日：2013年9月23日
- 試合形式：オリジナルPK戦
- 対戦相手：湘南ベルマーレ
- 札付きワルズGK：悪正

| 順 | 先攻           | 先攻           | 後攻         | 後攻         |
| 組 | 湘南ベルマーレ | 湘南ベルマーレ | 札付きワルズ | 札付きワルズ |
| -- | -------------- | -------------- | ------------ | ------------ |
| 1  | 梶川諒太       | ○              | ×            | 金子隼也     |
| 2  | 永木亮太       | ×              | ○            | ワルドーナZ  |
| 3  | 永木亮太       | ×              | ○            | 金子隼也     |
| 点 | 1              | 1              | 2            | 2            |
「札付きワルズ」の勝利
- 札付きワルズ 通算成績 5勝3敗1分

### 第10戦 烏天狗
放送日
- 前編：2013年10月07日
- 後編：2013年10月14日

試合形式
フダケリ試合
対戦相手
- 烏天狗
会田祐樹、村田崇、白石智也

試合経過
- 1回表
  - 攻撃：烏天狗
  - カード：使用せず
  - 守備選手：ワルドーナZ、金子隼也、石亮輔
  - 得点：0点
- 1回裏
  - 攻撃：札付きワルズ
  - カード：使用せず
  - 攻撃選手：尾形貴弘、金子隼也、中島優太
  - 得点：1点
- 2回表
  - 攻撃：烏天狗
  - カード：ボール3つ
  - 守備選手：ワルドーナZ、尾形貴弘、金子隼也
  - 得点：10点
- 2回裏
  - 攻撃：札付きワルズ
  - カード：ゴール追加
  - 攻撃選手：ワルドーナZ、石亮輔、中島優太
  - 得点：0点
- 3回表
  - 攻撃：烏天狗
  - 悪作戦：カード「子供の声」追加
烏天狗 おとなげないよ 10点もとれば じゅうぶんだろ
  - カード：子供の声
  - 守備選手：ワルドーナZ、尾形貴弘、石亮輔
  - 得点：5点
- 3回裏
  - 攻撃：札付きワルズ
  - 悪作戦：古坂大魔王の頭の中にある作戦
帽子に隠された「全部5点」のカードを取り出す
  - カード：ボール3つ、全部5点
  - 攻撃選手：ワルドーナZ、金子隼也、中島優太
  - 得点：0点
- 総得点

| チーム       | 1 | 2  | 3 | 計   |
| ------------ | - | -- | - | ---- |
| 烏天狗       | 0 | 10 | 5 | 15点 |
| 札付きワルズ | 1 | 0  | 0 | 01点 |
- 最終結果
「烏天狗」の勝利
- 札付きワルズ 通算成績 5勝4敗1分

### 第11戦 ボビーアウトローズ
放送日
- 前編：2013年10月21日
- 後編：2013年10月28日

試合形式
フダケリ試合
対戦相手
- ボビーアウトローズ
  - ボビー・オロゴン
  - スギ。（インスタントジョンソン）
  - 酒井健太（アルコ&ピース）

試合経過
- 1回表
  - 攻撃：ボビーアウトローズ
  - カード：使用せず
  - 守備選手：島田秀平、金子隼也、石田海綺
  - 得点：0点
- 1回裏
  - 攻撃：札付きワルズ
  - カード：使用せず
  - 攻撃選手：ワルドーナZ、金子隼也、谷直樹
  - 得点：3点
- 2回表
  - 攻撃：ボビーアウトローズ
  - カード：全部5点
  - 守備選手：金子隼也、石田海綺、谷直樹
  - 得点：0点
- 2回裏
  - 攻撃：札付きワルズ
  - カード：ボール3つ
  - 攻撃選手：島田秀平、金子隼也、石田海綺
  - 得点：0点
- 3回表
  - 攻撃：ボビーアウトローズ
  - 敵作戦：カード2枚使用
金子隼也「弱いんだからいいんじゃない」
  - カード：ボール3つ、守備減らし
  - 守備選手：島田秀平、金子隼也
  - 得点：13点
- 3回裏
  - 攻撃：札付きワルズ
  - 悪作戦：カード2枚使用
  - カード：全部5点、ボール3つ
  - 攻撃選手：ワルドーナZ、金子隼也、谷直樹
  - 得点：15点
- 総得点

| チーム             | 1 | 2 | 3  | 計   |
| ------------------ | - | - | -- | ---- |
| ボビーアウトローズ | 0 | 0 | 13 | 13点 |
| 札付きワルズ       | 3 | 0 | 15 | 18点 |
- 最終結果
「札付きワルズ」の勝利
- 札付きワルズ 通算成績 6勝4敗1分

### 第12戦 清水エスパルス
- 放送日：2013年11月11日
- 試合形式：オリジナルPK戦
- 対戦相手：清水エスパルス
- 札付きワルズGK：悪正

| 順 | 先攻           | 先攻           | 後攻         | 後攻         |
| 組 | 清水エスパルス | 清水エスパルス | 札付きワルズ | 札付きワルズ |
| -- | -------------- | -------------- | ------------ | ------------ |
| 1  | 石毛秀樹       | ×              | ×            | 金子隼也     |
| 2  | 高木俊幸       | ×              | ○            | ワルドーナZ  |
| 3  | 河井陽介       | ×              |              |              |
| 点 | 0              | 0              | 1            | 1            |
「札付きワルズ」の勝利
| 清水エスパルス | 清水エスパルス | 清水エスパルス |
| -------------- | -------------- | -------------- |
| 1              | 高木俊幸       | ○              |
- 札付きワルズ 通算成績 7勝4敗1分

### 第13戦 名波JAPAN
放送日
- 前編：2013年11月18日
- 後編：2013年11月25日

試合形式
フダケリ試合
対戦相手
- 名波JAPAN
名波浩、小倉隆史、平野孝

試合経過
- 1回表
  - 攻撃：名波JAPAN
  - カード：使用せず
  - 守備選手：悪正、島田太一、清水航佑
  - 得点：5点
- 1回裏
  - 攻撃：札付きワルズ
  - カード：全部5点
  - 攻撃選手：ワルドーナZ、清水航佑、結城篤弥
  - 得点：5点
- 2回表
  - 攻撃：名波JAPAN
  - カード：全部5点
  - 守備選手：ワルドーナZ、悪正、島田太一
  - 得点：0点
- 2回裏
  - 攻撃：札付きワルズ
  - カード：ボール3つ
  - 攻撃選手：ワルドーナZ、島田太一、結城篤弥
  - 得点：3点
- 3回表
  - 攻撃：名波JAPAN
  - カード：ボール3つ
  - 守備選手：ワルドーナZ、悪正、清水航佑
  - 得点：8点
- 3回裏
  - 攻撃：札付きワルズ
  - 悪作戦：カード…もう一枚…おねがいm(_ _)m
  - カード：ゴール追加
  - 攻撃選手：ワルドーナZ、清水航佑、結城篤弥
  - 得点：5点
- 総得点

| チーム       | 1 | 2 | 3 | 計   |
| ------------ | - | - | - | ---- |
| 名波JAPAN    | 5 | 0 | 8 | 13点 |
| 札付きワルズ | 5 | 3 | 5 | 13点 |
- PK対決

| 順       | 先攻                   | 後攻                          |
| 攻撃     | 名波JAPAN              | 札付きワルズ                  |
| -------- | ---------------------- | ----------------------------- |
| キッカー | 名波浩 小倉隆史 平野孝 | 島田太一 ワルドーナZ 結城篤弥 |
| GK       | 悪正                   | 名波浩                        |
| 得点     | 3点                    | 2点                           |
- 最終結果
「名波JAPAN」の勝利
- 札付きワルズ 通算成績 7勝5敗1分

### 第14戦 名古屋グランパス
- 放送日：2013年12月2日
- 試合形式：オリジナルPK戦
- 対戦相手：名古屋グランパス

試合前
名古屋グランパスの楢﨑正剛選手、田中マルクス闘莉王選手、ドラガン・ストイコビッチ監督に挨拶。
オリジナルPK戦
| 順 | 先攻                 | 先攻             | 後攻         | 後攻         |
| 組 | 名古屋グランパス     | 名古屋グランパス | 札付きワルズ | 札付きワルズ |
| -- | -------------------- | ---------------- | ------------ | ------------ |
| 1  | 藤本淳吾 GK 島田秀平 | ×                | ○            | 悪正         |
| 2  | 田口泰士 GK 悪正     | ×                | ×            | 島田太一     |
| 3  | 藤本淳吾 GK 島田秀平 | ×                |              |              |
| 点 | 0                    | 0                | 1            | 1            |
「札付きワルズ」の勝利
- 札付きワルズ 通算成績 8勝5敗1分

特別PK戦
札付きワルズの正ゴールキーパーを決めるため、名古屋グランパスの選手をキッカーに通常のPK戦を開催。
| 0 | キッカー | キッカー | GK       |
| - | -------- | -------- | -------- |
| 1 | 田口泰士 | ○        | 島田秀平 |
| 2 | 藤本淳吾 | ○        | 悪正     |
結論は持ち越し

### 2013Jリーグアウォーズに潜入
概要
2014年1月6日に放送された特別編。
2013年12月10日に横浜アリーナで行われた「2013Jリーグアウォーズ」に古坂大魔王とワルドーナZ、竹チャラ（竹原司）の3人が潜入。
選手控え室前で選手に挨拶
- 川崎フロンターレ
中村憲剛、大久保嘉人
- 浦和レッズ
槙野智章

選手が「ワルワルガオ」
- 横浜F・マリノス
中澤佑二
- セレッソ大阪
山下達也、南野拓実、金鎮鉉、山口蛍
- 名古屋グランパス
藤本淳吾
- FC東京
森重真人
- 湘南ベルマーレ
永木亮太
- セレッソ大阪
柿谷曜一朗

サンフレッチェ広島に対戦を約束させる
2013年のJリーグチャンピオンとなったサンフレッチェ広島の選手4人（佐藤寿人、水本裕貴、塩谷司、西川周作）を足止め。「Jリーグチャンピオンと戦わせろ作戦」で札付きワルズが佐藤寿人選手に書かせたサインをもとに札付きワルズとの対戦を約束させる。

### 第15戦 南葛シューターズ
放送日
- 前編：2014年1月06日
- 後編：2014年1月13日

試合形式
フダケリ試合
対戦相手
- 南葛シューターズ
  - 監督：高橋陽一
  - 攻撃選手：吉川綾乃、阪本麻美、倉科美加
  - 守備選手：野崎亜里沙、藤本つかさ、吉川春菜
  - 出演のみ：渡部智絵、長谷川ゆう、南結衣

試合経過
- 1回表
  - 攻撃：南葛シューターズ
  - カード：使用せず
  - 攻撃選手：吉川綾乃、阪本麻美、倉科美加
  - 守備選手：島田秀平、竹原司、田中翔
  - 得点：0点
- 1回裏
  - 攻撃：札付きワルズ
  - カード：全部5点
  - 攻撃選手：ワルドーナZ、竹原司、吉岡佑次朗
  - 守備選手：野崎亜里沙、藤本つかさ、吉川春菜
  - 得点：5点
- 2回表
  - 攻撃：南葛シューターズ
  - カード：守備減らし（島田秀平）
  - 攻撃選手：吉川綾乃、阪本麻美、倉科美加
  - 守備選手：竹原司、田中翔
  - 得点：0点
- 2回裏
  - 攻撃：札付きワルズ
  - カード：守備減らし（吉川春菜）
  - 攻撃選手：竹原司、田中翔、吉岡佑次朗
  - 守備選手：野崎亜里沙、藤本つかさ
  - 得点：5点
- 3回表
  - 攻撃：南葛シューターズ
  - 敵作戦：カード2枚使用を懇願
「キャプテン翼 イラスト付きサイン」をプレゼント
  - カード：全部5点、ボール3つ
  - 攻撃選手：吉川綾乃、阪本麻美、倉科美加
  - 守備選手：ワルドーナZ、島田秀平、竹原司
  - 得点：10点
- 3回裏
  - 攻撃：札付きワルズ
  - カード：使用せず
  - 攻撃選手：ワルドーナZ、田中翔、吉岡佑次朗
  - 守備選手：野崎亜里沙、藤本つかさ、吉川春菜
  - 得点：5点
- 総得点

| チーム           | 1 | 2 | 3  | 計   |
| ---------------- | - | - | -- | ---- |
| 南葛シューターズ | 0 | 0 | 10 | 10点 |
| 札付きワルズ     | 5 | 5 | 05 | 15点 |
- 最終結果
「札付きワルズ」の勝利
- 札付きワルズ 通算成績 9勝5敗1分

### 第16戦 インテルアカデミーJAPAN
放送日
- 前編：2014年1月21日 火曜
- 後編：2014年1月27日 月曜

試合形式
フダケリ試合
対戦相手
- インテルアカデミーJAPAN
城彰二、マッシモ・チョッチ、鳩野大輔

試合経過
- 1回表
  - 攻撃：インテルアカデミーJAPAN
  - カード：ボール3つ
  - 守備選手：ワルドーナZ、悪正、高橋遼平
  - 得点：1点
- 1回裏
  - 攻撃：札付きワルズ
  - カード：使用せず
  - 攻撃選手：尾形貴弘、島田太一、今泉要
  - 得点：0点
- 2回表
  - 攻撃：インテルアカデミーJAPAN
  - カード：使用せず
  - 守備選手：ワルドーナZ、悪正、島田太一
  - 得点：3点
- 2回裏
  - 攻撃：札付きワルズ
  - カード：守備減らし（鳩野大輔）
  - 攻撃選手：ワルドーナZ、高橋遼平、今泉要
  - 得点：3点
- 3回表
  - 攻撃：インテルアカデミーJAPAN
  - カード：全部5点
  - 守備選手：ワルドーナZ、尾形貴弘、高橋遼平
  - 得点：5点
- 3回裏
  - 攻撃：札付きワルズ
  - カード：ボール3つ
  - 攻撃選手：ワルドーナZ、高橋遼平、今泉要
  - 得点：6点
- 総得点

| チーム             | 1 | 2 | 3 | 計  |
| ------------------ | - | - | - | --- |
| インテルアカデミー | 1 | 3 | 5 | 9点 |
| 札付きワルズ       | 0 | 3 | 6 | 9点 |
- PK対決

| 順       | 先攻                               | 後攻                        |
| 攻撃     | インテルアカデミー                 | 札付きワルズ                |
| -------- | ---------------------------------- | --------------------------- |
| キッカー | 城彰二 マッシモ・チョッチ 鳩野大輔 | ワルドーナZ 尾形貴弘 今泉要 |
| GK       | 悪正                               | 鳩野大輔                    |
| 得点     | 2点                                | 3点                         |
- 最終結果
「札付きワルズ」の勝利
- 札付きワルズ 通算成績 10勝5敗1分
Jリーグチャンピオン「サンフレッチェ広島」との対戦権獲得

### 強化試合 武田JAPAN
放送日
- 2014年2月13日 木曜（18分枠）

試合形式
フダケリ試合
対戦相手
- 武田JAPAN
武田修宏、三浦淳寛、菊池新吉

試合経過
- 1回表
  - 攻撃：武田JAPAN
  - カード：使用せず
  - 守備選手：悪正、島田秀平、元廣正貴
  - 得点：0点
- 1回裏
  - 攻撃：札付きワルズ
  - カード：使用せず
  - 悪作戦：4人攻撃
  - 攻撃選手：ワルドーナZ、岡田結実、元廣正貴、大久保僚祐
  - 得点：0点
- 2回表
  - 攻撃：武田JAPAN
  - カード：全部5点
  - 守備選手：ワルドーナZ、悪正、元廣正貴
  - 得点：0点
- 2回裏
  - 攻撃：札付きワルズ
  - カード：守備減らし（菊池新吉）
  - 攻撃選手：ワルドーナZ、悪正、大久保僚祐
  - 得点：0点
- 3回表
  - 攻撃：武田JAPAN
  - カード：ボール3つ
  - 悪作戦：4人守備
  - 守備選手：ワルドーナZ、島田秀平、岡田結実、元廣正貴
  - 得点：3点
- 3回裏
  - 攻撃：札付きワルズ
  - カード：ボール3つ
  - 攻撃選手：ワルドーナZ、元廣正貴、大久保僚祐
  - 得点：6点
- 総得点

| チーム       | 1 | 2 | 3 | 計  |
| ------------ | - | - | - | --- |
| 武田JAPAN    | 0 | 0 | 3 | 3点 |
| 札付きワルズ | 0 | 0 | 6 | 6点 |
- 最終結果
「札付きワルズ」の勝利

### 最終決戦 サンフレッチェ広島
放送日
- 前編：2014年2月24日 月曜
- 後編：2014年2月25日 火曜

試合形式
フダケリ試合
対戦相手
- サンフレッチェ広島
佐藤寿人、水本裕貴、塩谷司

試合経過
- 1回表
  - 攻撃：サンフレッチェ広島
  - カード：使用せず
  - 守備選手：ワルドーナZ、悪正、金子隼也
  - 得点：5点
- 1回裏
  - 攻撃：札付きワルズ
  - カード：守備減らし（水本裕貴）
  - 攻撃選手：ワルドーナZ、金子隼也、渡部智仁
  - 得点：3点
- 2回表
  - 攻撃：サンフレッチェ広島
  - カード：ボール3つ
  - 悪作戦：守備一人追加
  - 守備選手：ワルドーナZ、島田秀平、岡田結実、渡部真司
  - 得点：0点
- 2回裏
  - 攻撃：札付きワルズ
  - カード：ボール3つ
  - 攻撃選手：ワルドーナZ、渡部智仁、渡部真司
  - 得点：3点
- 3回表
  - 攻撃：サンフレッチェ広島
  - カード：守備減らし（ワルドーナZ）
  - 守備選手：悪正、金子隼也
  - 得点：3点
- 3回裏
  - 攻撃：札付きワルズ
  - 悪作戦：カードの追加使用を懇願
  - カード：全部5点
  - 攻撃選手：ワルドーナZ、金子隼也、渡部智仁
  - 得点：0点
- 総得点

| チーム             | 1 | 2 | 3 | 計  |
| ------------------ | - | - | - | --- |
| サンフレッチェ広島 | 5 | 0 | 3 | 8点 |
| 札付きワルズ       | 3 | 3 | 0 | 6点 |
- 最終結果
「サンフレッチェ広島」の勝利